# Piripiri (Piauí)
Piripiri is een gemeente in de Braziliaanse deelstaat Piauí. De gemeente telt 62.733 inwoners (schatting 2017).

## Aangrenzende gemeenten
De gemeente grenst aan Barras, Batalha, Boa Hora, Brasileira, Capitão de Campos, Domingos Mourão, Lagoa de São Francisco en Pedro II.

## Bezienswaardigheden
- Museu de Perypery, kunst en lokale geschiedenis

## Galerij

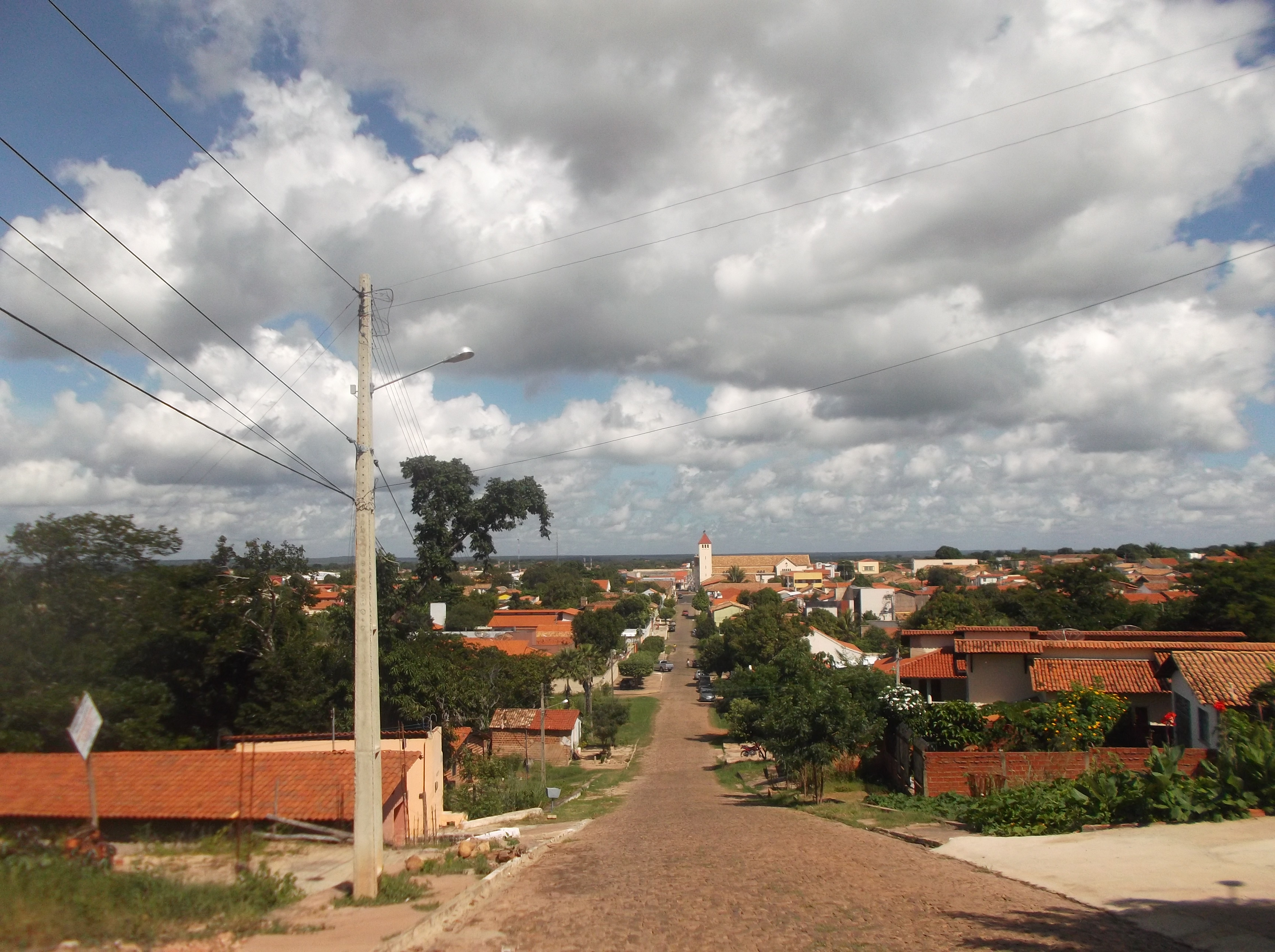
Piripiri
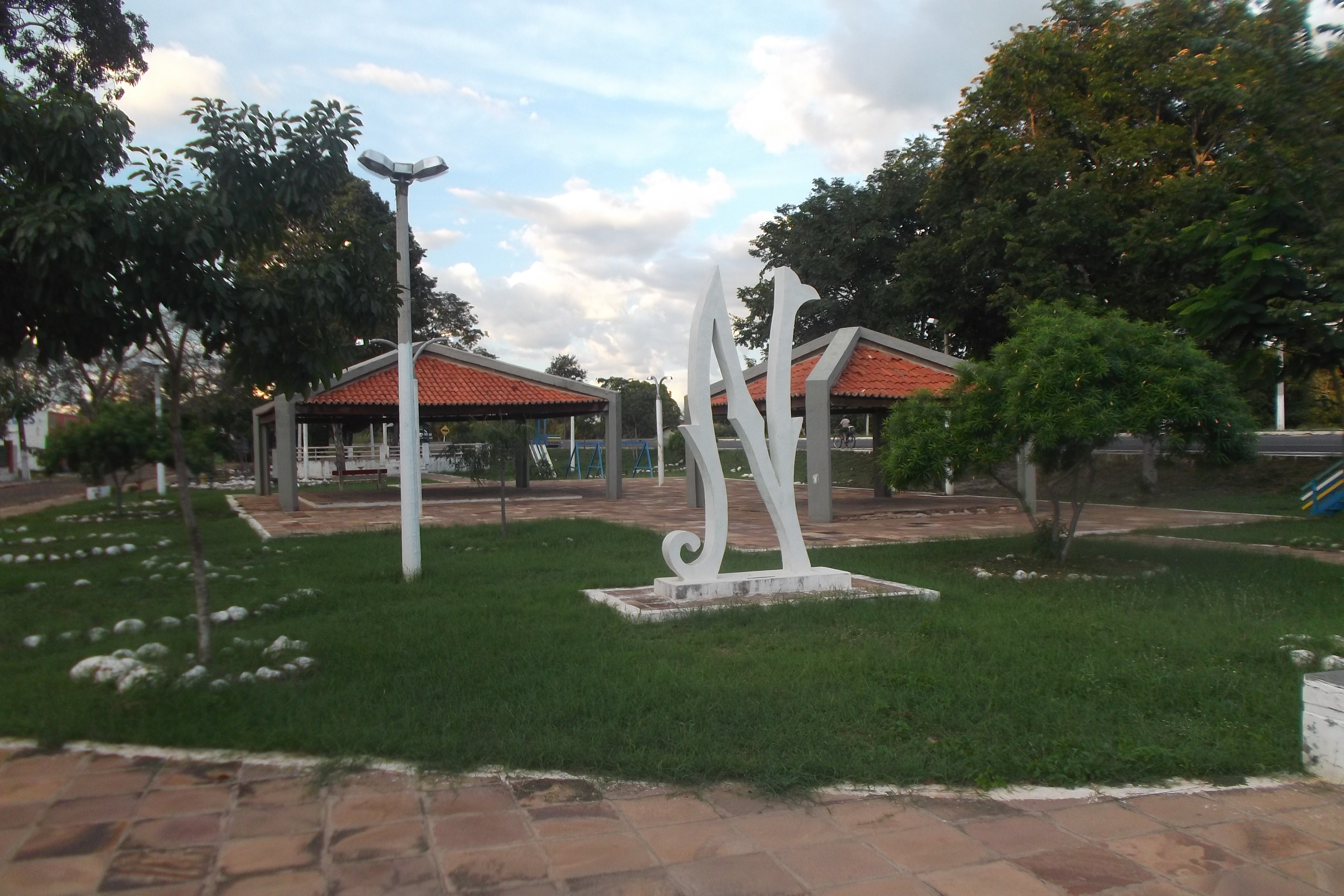
Praça da EUSPi
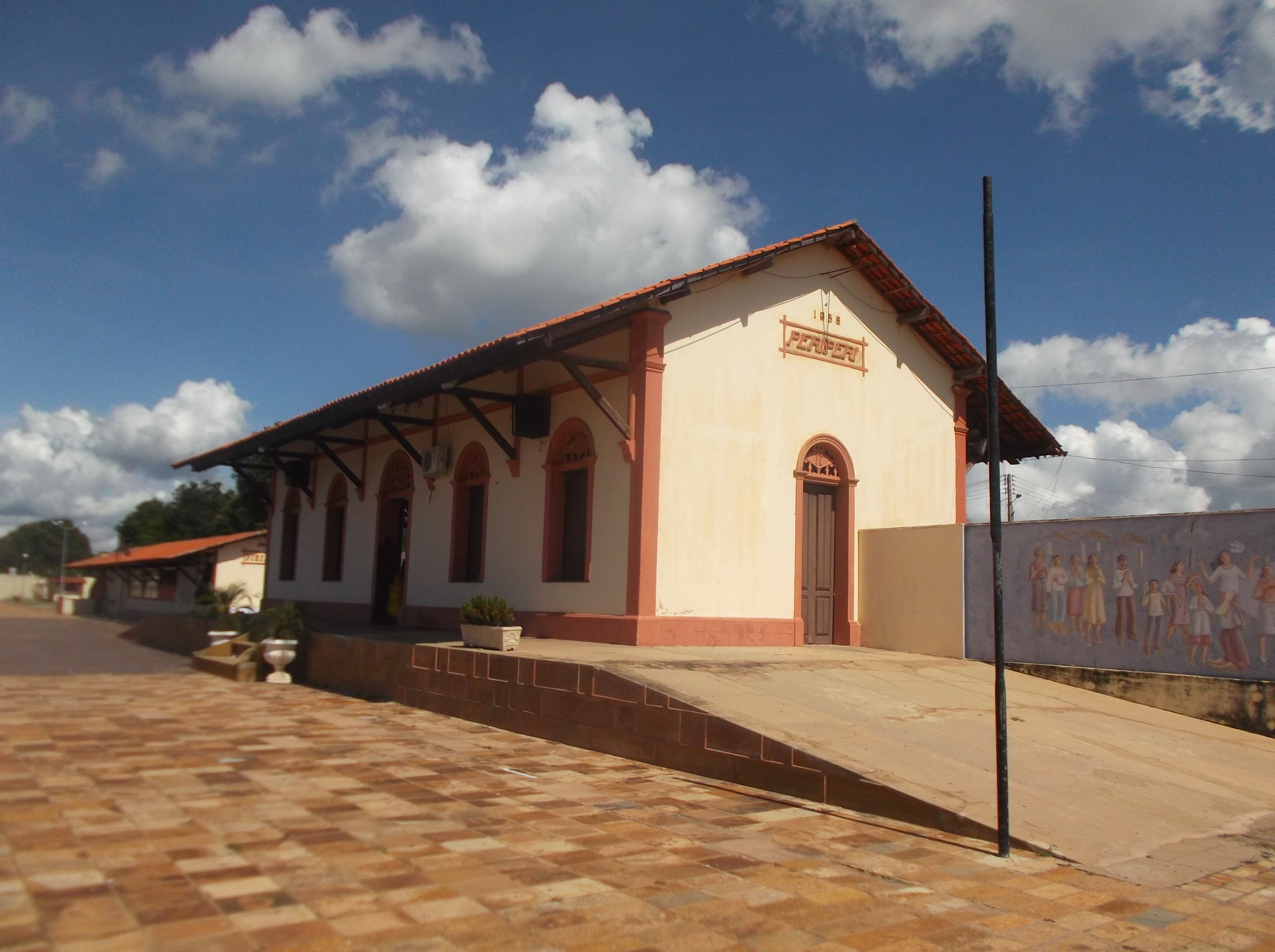
Voormalige station van Periperi
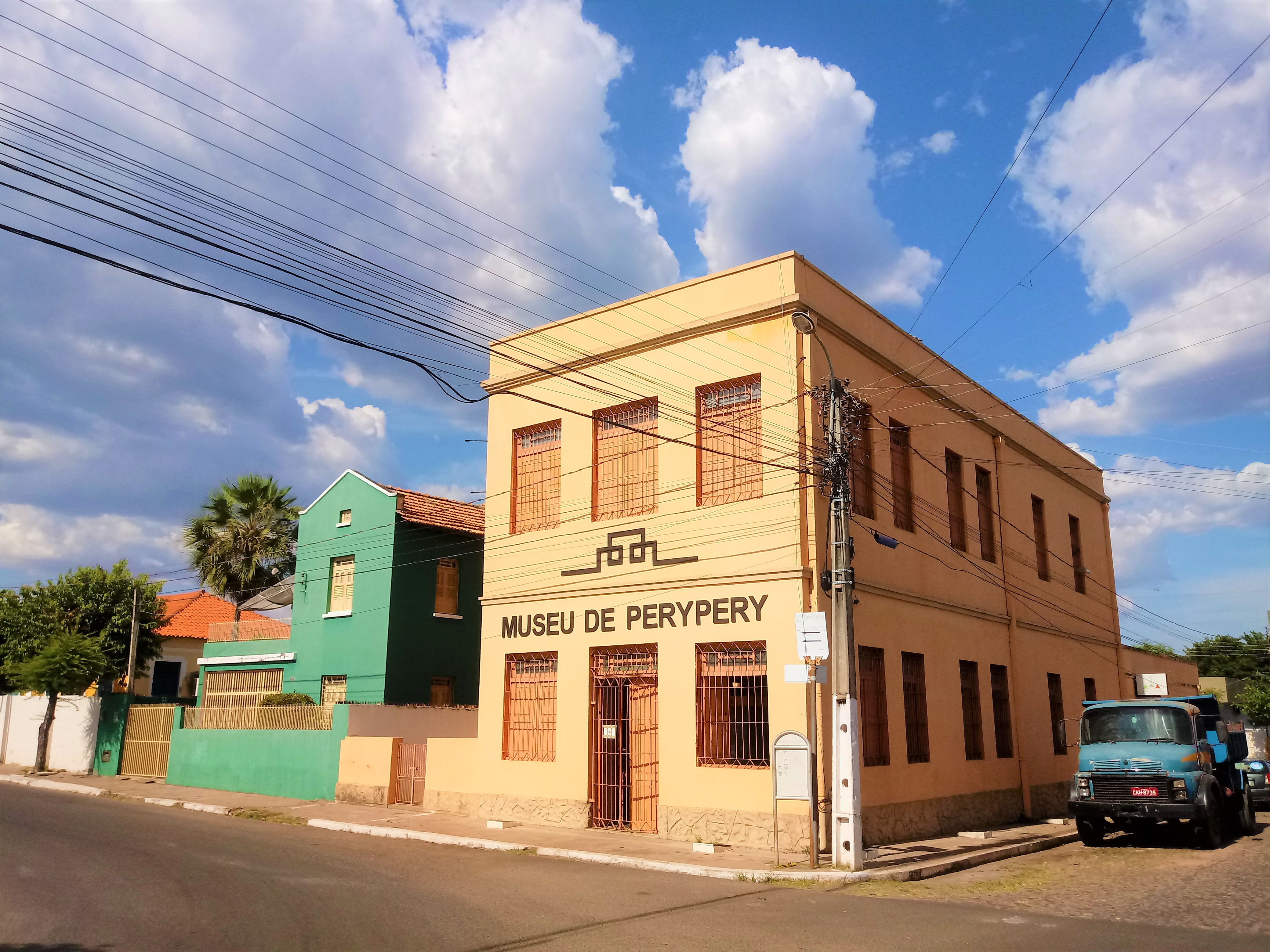
Museu de Perypery